# Diablo III
Diablo III is een hack and slash-computerrollenspel uit 2012, ontwikkeld door Blizzard Entertainment. Het is de opvolger van Diablo II.
Het spel werd op 28 juni 2008 aangekondigd op Blizzard Entertainment Worldwide Invitational te Parijs, Frankrijk. Het spel verscheen op 15 mei 2012 voor Mac OS X en Windows. Tijdens de PlayStation Meeting 2013 werd bekendgemaakt door Blizzard dat de game ook zal verschijnen op de PlayStation 3 en PlayStation 4. Het spel is ook verschenen voor de Xbox 360. Ook zal er een versie voor de Xbox One verschijnen. Blizzard maakte in mei 2014 bekend dat op 19 augustus 2014 Diablo III: Ultimate Evil Edition uitgebracht gaat worden. Deze versie voor consoles (PS4, PS3, X360 en X1) bevat zowel het origineel als de uitbreiding Reaper of Souls.

## Gameplay
Het verhaal speelt zich twintig jaar na de gebeurtenissen in Diablo II af in Sanctuary. Een vallende ster is neergekomen op de oude kathedraal (waar Diablo I zich afspeelde). Het hoofdpersonage wordt erop af gestuurd. Uiteindelijk blijkt dat de twee overgebleven lesser evils Belial en Azmodan erachter zitten.
De verschillende acts zijn zeer gevarieerd: Act I speelt zich af in en rond New Tristram, Act II in het zanderige gebied rond Caldeum, Act III in de krater van Mount Arreat en Act IV in de High Heavens.
Spelers krijgen de keuze uit vijf character classes: Barbarian, Monk, Witch Doctor, Wizard en Demon Hunter. Nieuw daarbij is de keuze tussen het mannelijk of vrouwelijk geslacht. Het multiplayer-aspect van het spel wordt, net zoals bij eerdere delen, geregeld via Battle.net van Blizzard Entertainment.
De gameplay is grotendeels hetzelfde gebleven uitgezonderd de skill-points, want die zijn er niet meer. Ze zijn vervangen door active en passive skills die automatisch vrijgespeeld kunnen worden per level. Het is ook mogelijk met skill runes (die ook automatisch vrijgespeeld worden) skills te upgraden.

### Auction House
Diablo III had net als World of Warcraft een Auction House waar spelers hun spullen kunnen veilen. Dit kon zowel met de valuta in het spel zelf (Gold) of met echt bestaand geld, zoals euro's of dollars.
Maar Blizzard heeft op  17 september 2013 laten weten dat de Auction House uit het spel verwijderd zal worden op 18 maart 2014.

### Player versus Player
Hoewel aanvankelijk door Blizzard beloofd werd dat na uitgave een PvP (Player versus Player) Deathmatch zou worden toegevoegd, heeft Blizzard uiteindelijk besloten dit speltype niet uit te brengen. Het zou in zijn huidige versie niet voldoen aan de eisen van Blizzard. Er wordt gekeken naar andere opties om toch PvP-mogelijkheden te bieden.

## Uitbreidingen

### Diablo III: Reaper of Souls
Diablo III: Reaper of Souls is de eerste uitbreiding van Diablo III. Het is uitgekomen op 25 maart 2014. Toegevoegde features zijn:
- Maximum level 70
- Act V
- Nieuwe class: Crusader
- Adventure Mode
- Nieuwe Artisan

### Diablo III: Rise of the Necromancer
Tijdens BlizzCon 2016 werd de Necromancer als nieuwe class aangekondigd. Tevens werd bekend dat het originele Diablo speelbaar zal worden in Diablo III.